# Confédération générale des travailleurs (Porto Rico)
Pour les articles homonymes, voir CGT.
La Confederación General de Trabajadores (CGT - Confédération générale des travailleurs) était une confédération syndicale portoricaine, fondée en 1930 d'une scission de la Fédération libre des travailleurs. Elle était affiliée au CIO. 